# Martin Luther (Bundesrepublik Deutschland 1983)
Martin Luther ist ein deutscher Spielfilm in zwei Teilen aus dem Jahr 1983 von Rainer Wolffhardt mit dem Schauspieler Lambert Hamel in der Hauptrolle des Martin Luther. Der Film, der zum 500. Geburtstag Luthers im Jahre 1983 gesendet wurde, behandelt die wichtigsten Lebensstationen des Reformators.

## Handlung
Der dokumentarische Spielfilm beginnt mit Martin Luthers Gewittererlebnis und dem darauf folgenden Eintritt ins Erfurter Augustinerkloster. Im Kloster findet Luther keine Ruhe. Er befürchtet, dass er vor Gott nicht bestehen könne, und hat Angst vor dessen Zorn. Von dieser inneren Unruhe geplagt beginnt Luther seine ersten Bibelstudien und entdeckt die Gnade Gottes. Nach seinen errungenen Erkenntnissen zur Bibel geht er als Dozent an die noch junge Universität zu Wittenberg. Als er erfährt, dass der Dominikaner Tetzel Ablass verkauft, gerät er in Rage. Er veröffentlicht 95 Thesen, in denen er diese Kirchenpraxis hinterfragt, denn die Bibel billigt den Ablass nicht. Er wird nach Augsburg geladen, wo er Kardinal Cajetan begegnet, der ihn zum Widerruf seiner Thesen bewegen will. Im Gespräch macht ihn Kardinal Cajetan darauf aufmerksam, dass der Papst zu entscheiden habe, wie die Bibel auszulegen sei. Doch Luther erklärt daraufhin, dass Päpste und Konzile schon geirrt hätten und widerruft nicht.
Nach diesem Gespräch wird er erneut vorgeladen, doch diesmal vor den Kaiser Karl V. zum Reichstag in Worms. Aber auch in Worms widerruft er nicht. Der Kaiser lässt ihn zwar aus Worms unbehelligt abreisen, verhängt jedoch die Reichsacht über Luther. Dieser wird zum Schutz von Soldaten seines Landesherrn Kurfürsten Friedrich dem Weisen auf die Wartburg verschleppt. Dort nutzt Luther seine Zwangspause zum Übersetzen des Neuen Testaments. Als er erfahren muss, dass Unruhen in Wittenberg ausgebrochen sind, geht er nach Wittenberg zurück und schreitet mit Worten ein. Die Wittenberger Unruhen verstummen. Aber bald darauf beginnen die Bauern einen Aufstand, der von den Fürsten, mit Gutheißen Luthers, niedergeschlagen wird. Luther heiratet die Ex-Nonne Katharina von Bora und gründet mit ihr eine Familie. Der Film endet im Schwarzen Kloster zu Wittenberg, wo Luther mit seinen Freunden die Bibel weiter übersetzt.

## Die Szenen im Einzelnen
Der Film besteht aus den folgenden 41. Szenen:
- Szene 1. Gewittererlebnis
- Szene 2. Luthers Abschied in einem Wirtshaus in Erfurt
- Szene 3. Luthers Gespräch mit seinem Vater vor dem Erfurter Augustinerkloster
- Szene 4. Aufnahme ins Erfurter Kloster der Augustiner
- Szene 5. Luthers Albtraum in seiner Klosterzelle
- Szene 6. Luthers Gelübde in der Erfurter Klosterkirche der Augustinermönche
- Szene 7. Vom Erfurt Kloster nach Wittenberg
- Szene 8. Tetzels Ablasspredigt in einer Kirche in Zerbst
- Szene 9. Beichten in der Kirche in Wittenberg
- Szene 10. Luthers Schreiben an den Bischof
- Szene 11. Thesenanschlag
- Szene 12. Am Hof des Erzbischofs Albrecht von Mainz
- Szene 13. Ermahnung durch Staupitz - im Refektorium im Kloster der Augustinermönche in Wittenberg
- Szene 14. Luthers predigt gegen Ablass in der Kirche in Wittenberg
- Szene 15. Im Hause des Jakob Fuggers in Augsburg
- Szene 16. In Grunenbergs Druckerwertstatt in Wittenberg
- Szene 17. im Jagdschloß des Papstes
- Szene 18. Luthers Schriften werden verbrannt
- Szene 19. Luthers verbrennen der Bannbulle
- Szene 20. Die Vorladung nach Worms
- Szene 21. Luther vor dem Wormser Reichstag
- Szene 22. Die Reichsacht des Kaisers
- Szene 23. Luthers Entführung
- Szene 24. Druckerwerkstatt in Wittenberg
- Szene 25. Luther auf der Wartburg
- Szene 26. In den Gemächern des Papstes
- Szene 27. Karlstadt wütet in einer Wittenberger Kirche
- Szene 28. Ein hessisches Kloster wird aufgelöst
- Szene 29. Der Bauernaufstand beginnt
- Szene 30. Streitgespräch zwischen Luther und Thomas Müntzer
- Szene 31. Der Bauernaufstand geht weiter
- Szene 32. Luther in einer Unterredung, auf einem Schloß, mit verbündenten Fürsten
- Szene 33. Ein gehängter Adliger in einer Dorfkirche
- Szene 34. Luther predigt in der Wittenberger Kirche gegen die Bauern
- Szene 35. Luther erfährt von den Ereignissen in Frankenhausen
- Szene 36. Luthers Reue im Angesicht gehängter Bauern in einer Dorfkirche
- Szene 37. Luthers predigt vor einer adligen Gesellschaft in einer Wittenberger Kirche
- Szene 38. Heirat
- Szene 39. Die Erpressung Phillips von Hessen
- Szene 40. Im Palast zu Madrid
- Szene 41. Ein päpstlicher Legat bei Luther im Schwarzen Kloster in Wittenberg und Luther mit seinen Mitarbeitern beim Übersetzen des Alten Testaments

Anmerkung: Die erste Szene fehlt im Drehbuch von Theodor Schübel, und die 29. Szene ist im Drehbuch Teil der 31. Szene.

## Produktionsumstände
Der 500. Geburtstag Martin Luthers im Jahr 1983 gab Anlass eine Reihe von Sendungen zum Leben und Wirken Martin Luthers zu produzieren. So wurde der besagte Fernsehfilm, in zwei Teilen, vom 6. September bis zum 12. November 1982 in der Nürnberger Lorenzkirche gedreht. Produziert wurde der Film von der Eikon Gesellschaft für Fernsehen und Film, München, deren größter Gesellschafter auch heute noch die Evangelische Kirche ist. Die Auftraggeber des Films waren neben dem ZDF auch noch der dänische Fernsehsender Danmarks Radio und der finnische Fernsehsender Oy Mainos-TV-Reklam Ab. Theodor Schübel, der Autor des Drehbuchs, wollte kein Abbild, sondern eine Abstraktion der Wirklichkeit und hatte deshalb den Regisseur des Films, Rainer Wolffhardt, überzeugt, den Film nur in der Nürnberger Lorenzkirche zu drehen. Entstanden ist so ein Film mit einem eher minimalistischen Aufwand. Der Film wurde im April 1983 im ZDF ausgestrahlt. Gleichzeitig wurde auch in der DDR ein neu produzierter Lutherfilm namens Martin Luther gesendet. Der DDR-Lutherfilm bestand aus fünf Teilen, hatte eine Gesamtspielzeit von 450 Minuten und wurde im Oktober 1983 ausgestrahlt. 1985 wurde dieser in den Dritten Programmen der ARD gezeigt. Beide Filme sind somit in der Zeit des Kalten Krieges gedreht worden. Dies schlug sich filmisch in beiden Produktionen nieder. Beim Vergleich der beiden Lutherfilme gewinnt man den Eindruck, dass sie untereinander korrespondieren. So behandelt der zweite Teil des Lutherfilms aus der Bundesrepublik Deutschland schwerpunktmäßig die Themen Bauernkrieg sowie Thomas Müntzer und stellt dabei die eher westliche Sichtweise der Ereignisse dar.

## Historische Ungenauigkeiten
- Das Streitgespräch zwischen Luther und Thomas Müntzer in der 30. Szene hat so niemals stattgefunden. Luther und Müntzer haben sich nur in ihren Schriften, über den jeweils anderen, geäußert. Jedoch sind die in den Schriften geäußerten Positionen im Film im besagten Streitgespräch montiert worden.
- In dieser Verfilmung, die während des Kalten Krieges entstand, wird das Thema Gütergemeinschaft der Jerusalemer Urgemeinde behandelt. In der Szene 9 „Luther in einer Unterredung, auf einem Schloss, mit verbündeten Fürsten“ erklärt Luther, dass unter den Aposteln eine Gütergemeinschaft praktiziert worden sei. Er bestätigt auf Nachfrage des Landgrafen von Hessen, dass diese nur freiwillig gewesen sei. – Die Szene ist nicht historisch überliefert und hat somit nicht stattgefunden.[4]
- In der 41. Szene ist ein päpstlicher Legat bei Luther im Schwarzen Kloster. Auch diese Szene hat in Wirklichkeit nicht stattgefunden. In der Szene unterhalten sich Luther und der Legat über die vergangenen Ereignisse und stellen Überlegungen darüber an, was die Zukunft bringen könnte. Der Legat prognostiziert (richtig), dass es zum Krieg kommen werde. Luther ist darob verzweifelt. – Ein solches Gespräch hat historisch nicht stattgefunden; die Szene dient wohl dramaturgischen Zwecken.
- In derselben Szene übersetzt Luther mit seinen Mitarbeitern das Alte Testament. – Die Szene spielt offensichtlich in den 1540er-Jahren. Die erste Vollbibel erschien jedoch 1534. In den 1540er-Jahren hat Luther seine sogenannte Lutherbibel nur noch revidiert. In der Szene wird eindeutig das Verfahren dargestellt, wie es Johannes Mathesius in der dreizehnten Predigt seine Historien beschrieb. Jedoch beschrieb Mathesius dort nur das Verfahren des Revidierens und nicht das Verfahren des Übersetzens, wie es in der Verfilmung offensichtlich der Fall ist. Man hat also im Film die Äußerung von Mathesius aufs Bibelübersetzen übertragen.[5]

## Kritiken
[…] „Das ist die Lage, Prosit“, doziert Landgraf Philipp von Hessen, […] So hilflos von Plattitüde zu Plattitüde holpern nicht immer die Dialoge in dem […] Luther-Film, den das ZDF in zwei Teilen am Karfreitag und Ostersonntag sendet. Gelegentlich wird deutlich, was der Autor Theodor Schübel zeigen wollte: Luthers politische Naivität, sein Unverständnis für die aufständischen Bauern, seine Ahnungslosigkeit gegenüber dem kirchlichen Fiskalismus. Doch diese schwachen Lichtblicke werden allzu oft durch Klischees verdeckt oder bleiben für den Zuschauer unverständlich, weil die Hintergründe nicht dargestellt werden. […] Thomas Müntzers […] Kanzelstreit mit Luther hört und sieht sich an wie der Wettkampf zweier Marktschreier - wer länger durchhält, kommt ins Buch der Rekorde. […] „Wir wollten ja keinen Film machen, in dem zwar alles stimmte, der aber vor lauter Akribie im Detail den dramaturgisch-dynamischen Bogen zu verlieren drohte“, so versucht Regisseur Wolffhardt zu erwartender Kritik zuvorzukommen. „Uns ging es nicht um Wirklichkeit, sondern um Wahrheit.“ […] Insgesamt 38 Sendungen um und über Luther werden die deutschen Fernsehzuschauer in diesem Jahr einschalten können. […] Die erste Pflichtübung zum Luther-Jahr stimmt nicht hoffnungsfroh.
Die bundesdeutschen Fernsehrezensenten zeigten sich von der Lutherverfilmung von Kurt Veth beeindruckt, sie feierten [somit] den DDR-Film und kritisierten ARD und ZDF, die nichts vergleichbares zu Stande gebracht hatten.
[…] Den Kritikern in der Bundesrepublik gefiel der DDR-Luther-Film mindestens ebenso gut wie die Eigenproduktionen von ARD und ZDF, vielen sogar besser. […]